# ローレン・モレ
ローレン・モレ（Leuren Moret）は、アメリカ合衆国の地球科学者。ローレン・モレット、ルーレン・モレ等とも表記される。

## 経歴
1970年-1991年、2つの研究所に勤務。ローレンス・バークレー国立研究所で噴火の際のマグマや火山灰の挙動を研究し、ローレンス・リバモア国立研究所でユッカマウンテン放射性廃棄物処分場建設計画に参加した。
1991年、ユッカマウンテン計画とリバモア研究所に関する不正を内部告発した。
国際的に活動する独立した放射能の専門家であり、バークレー (カリフォルニア州)市の環境委員でもある。放射能被曝の健康への影響を調査・研究している。
2003年6月28日、千葉市で開かれたアフガニスタン国際戦犯民衆法廷第10回公聴会に出席、「アメリカの核政策と劣化ウラン」について証言した。2004年のイラク国際戦犯民衆法廷では呼びかけ人に名を連ねた。
2003年7月、札幌で開かれた国際測地学・地球物理学連合総会に出席した折りに、浜岡原子力発電所を見学。翌日の記者会見で「浜岡原発の一帯は岩盤が軟らかいだけでなく、至る所に断層があった」と指摘。東海地震が発生した際に、震源域内にある同原発で起き得る災害の危険性を警告した。さらに、津波の危険性にも触れた上で「今の耐震基準に合っておらず、地震発生時に炉心溶融が引き起こされた場合、漏れた放射能は地球規模で広がる」と話した。
2006年10月7日、国立オリンピック記念青少年総合センターで開かれた「911真相究明国際会議in東京」に出席した。

## 著作
- 藤田祐幸との共著 「劣化ウラン弾は明らかに大量破壊兵器です」『世界』2003年10月号、岩波書店
- 「カリフォルニア・バークレー発 グローバル化する核汚染--劣化ウラン兵器によるジェノサイドが進行している」『理戦』77号、2004年、実践社